# Yared Nuguse
Yared Nuguse (Louisville, 1º giugno 1999) è un mezzofondista statunitense.
Ha vinto la medaglia di bronzo ai Giochi olimpici di Parigi 2024 nei 1500 m. Nuguse detiene il record nordamericano outdoor nella distanza del miglio e il record nordamericano indoor nei 1500 metri e nel miglio. Ha detenuto brevemente il record mondiale nel miglio indoor per cinque giorni, dall'8 al 13 febbraio 2025.
Dal giugno 2022, gareggia per l'On Athletics Club sotto la guida dell'allenatore Dathan Ritzenhein. Nel settembre 2024, ha firmato con la Grand Slam Track, la lega di atletica fondata da Michael Johnson, per la stagione 2025, gareggiando nella categoria 800 m / 1500 m.

## Biografia
È nato da genitori etiopi, Alem Nuguse e Mana Berhe. Suo padre e sua madre provengono originariamente dalla Regione del Tigrè in Etiopia; tuttavia, suo padre fuggì dal paese negli anni ottanta e divenne un richiedente asilo politico. Insegnava matematica e inglese prima di ottenere lo status di rifugiato politico negli Stati Uniti. Inizialmente si stabilì ad Arlington, in Virginia, dove in seguito conobbe sua moglie.
È il quarto di sei figli. Ha tre fratelli maggiori e due gemelli più piccoli. Durante gli anni del liceo, non mostrò inizialmente interesse per lo sport, preferendo dedicarsi agli studi, ai laboratori scientifici e al bowling. Tuttavia, su consiglio del suo insegnante di educazione fisica, Mick Motley, che rimase impressionato dal suo tempo nel miglio, passò dalla squadra di bowling della scuola alla quella di atletica leggera, allenata da Tim Holman.
Ha frequentato la DuPont Manual High School a Louisville, Kentucky, distinguendosi come corridore prima di iscriversi all'Università di Notre Dame. Inizialmente, il suo obiettivo era conseguire una laurea per accedere alla scuola di odontoiatria e diventare ortodontista, ma ha sospeso la carriera dentistica per dedicarsi al professionismo nell'atletica. Si è laureato nel 2021 in biochimica e nel 2022 ha conseguito un master in management.
Nel marzo 2025, ha fatto coming out come omosessuale, annunciando su Instagram il suo primo anniversario di fidanzamento con Julian Falco.
Ha acquisito il soprannome di "The Goose", un gioco di parole sul suo cognome. L'espressione "The Goose is loose" viene spesso usata quando ottiene successi nelle competizioni.
Ha una tartaruga domestica di nome Tyro (dal nome dell'amminoacido tirosina). È un grande appassionato di videogiochi come Mario Kart, Pokémon e Splatoon, oltre che della cantautrice Taylor Swift.

### Carriera universitaria

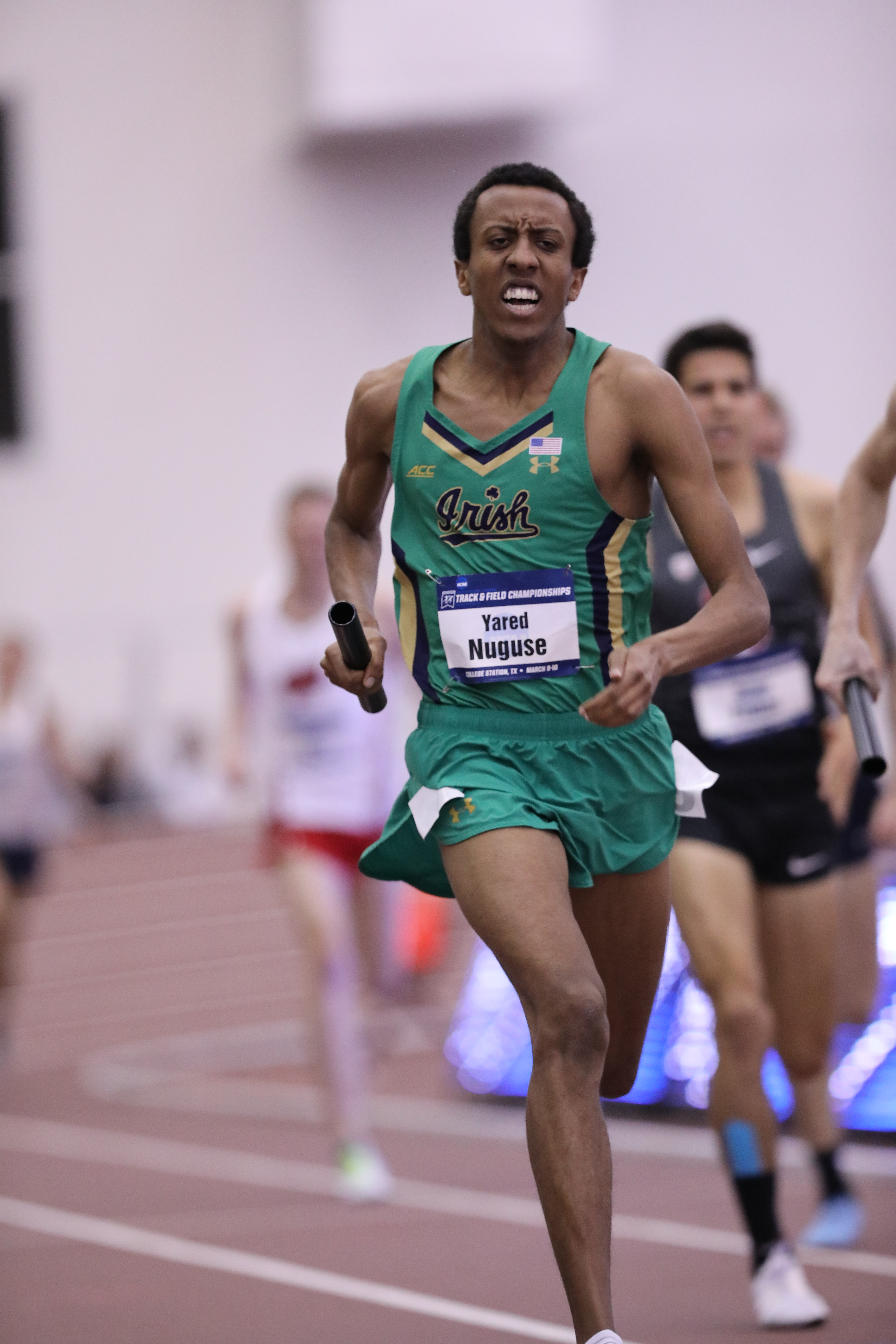
Nuguse in gara per i Notre Dame Fighting Irish nel 2018.

Ha gareggiato a livello universitario per i Notre Dame Fighting Irish. Nel 2019, è stato il frazionista decisivo nella staffetta Distance Medley Relay ai Campionati NCAA Indoor, prima di vincere i 1500 metri ai Campionati NCAA Outdoor, appena sei giorni dopo il suo ventesimo compleanno.
Il 13 maggio 2021, ha stabilito il record NCAA nei 1500 metri con un tempo di 3:34.68, che rientrava anche nello standard olimpico.
Ha ottenuto la qualificazione per i Giochi olimpici estivi di Tokyo 2020 nei 1500 m terminando terzo ai Trials Olimpici USA 2020, con il suo record personale di 3:34.68, ma non ha potuto partecipare ai Giochi a causa di un infortunio al quadricipite.

### 2023
Il 27 gennaio, al Boston University John Thomas Terrier Classic di Boston, ha battuto il record nordamericano indoor nei 3000 m con un tempo di 7:28.24, migliorando di quasi due secondi il primato di Galen Rupp stabilito nel febbraio 2013. Il tempo di Nuguse è stato anche più veloce del record outdoor di 7:28.48, stabilito da Grant Fisher nel 2022. Con un ultimo 1600 m corso in 3:56.96, è salito al nono posto nella lista mondiale all-time indoor.
L'11 febbraio, ha corso il secondo miglio indoor più veloce della storia con un tempo di 3:47.38 ai Millrose Games di New York, battendo di oltre due secondi il record nordamericano indoor di Bernard Lagat (due volte campione del mondo outdoor) che resisteva da 18 anni con 3:49.98. Ha contemporaneamente battuto anche il record indoor sui 1500 m di Lagat, stabilito nella stessa gara nel 2005. Ha mancato di poco il record mondiale indoor di Yomif Kejelcha (3:47.01) ed ha migliorato di oltre un secondo il miglior tempo di sempre del celebre detentore di molteplici record mondiali Hicham El Guerrouj. Nuguse ha coperto il segmento di 200 m tra i 1400 e i 1600 m in un velocissimo 25.94, battendo un campo di alto livello e stabilendo il secondo miglior miglio nordamericano di sempre, indoor o outdoor.
Il 28 maggio, Nuguse è arrivato secondo nei 1500 m al Meeting di Rabat di Diamond League con un nuovo record personale di 3:33.02, perdendo di poco contro il campione olimpico in carica Jakob Ingebrigtsen. Il 15 giugno, ha concluso terzo nei 1500 m ai Bislett Games di Oslo con un nuovo record personale e successivamente record nordamericano outdoor di 3:29.02, dietro a Jakob Ingebrigtsen e Mohamed Katir.
Il 9 luglio, ha vinto i 1500 m ai campionati statunitensi tenutisi all'Hayward Field di Eugene, in Oregon, qualificandosi così per i mondiali di Budapest 2023. Il 23 luglio, ha ottenuto la sua prima vittoria in Diamond League, vincendo i 1500 m all'Anniversary Games di Londra, con un tempo di 3:30.44, diventando il primo statunitense a vincere un 1500 m in Diamond League dal 2011.
Ai mondiali di Budapest 2023, ha raggiunto la finale dei 1500 m maschili, disputata il 23 agosto, classificandosi quinto con un tempo di 3:30.25.
Il 16 settembre, al Prefontaine Classic/Diamond League finale del 2023, ha battuto il record statunitense del miglio con un tempo di 3:43.97, arrivando secondo dietro a Jakob Ingebrigtsen. Al momento, questa è stata la quarta prestazione più veloce della storia.
Il 9 dicembre, alla sua prima gara su strada, ha vinto il Kalakaua Merrie Mile di Honolulu, con un tempo di 3:56.58, sfiorando di poco il record mondiale del miglio su strada di Kessler (3:56.13).

### 2024

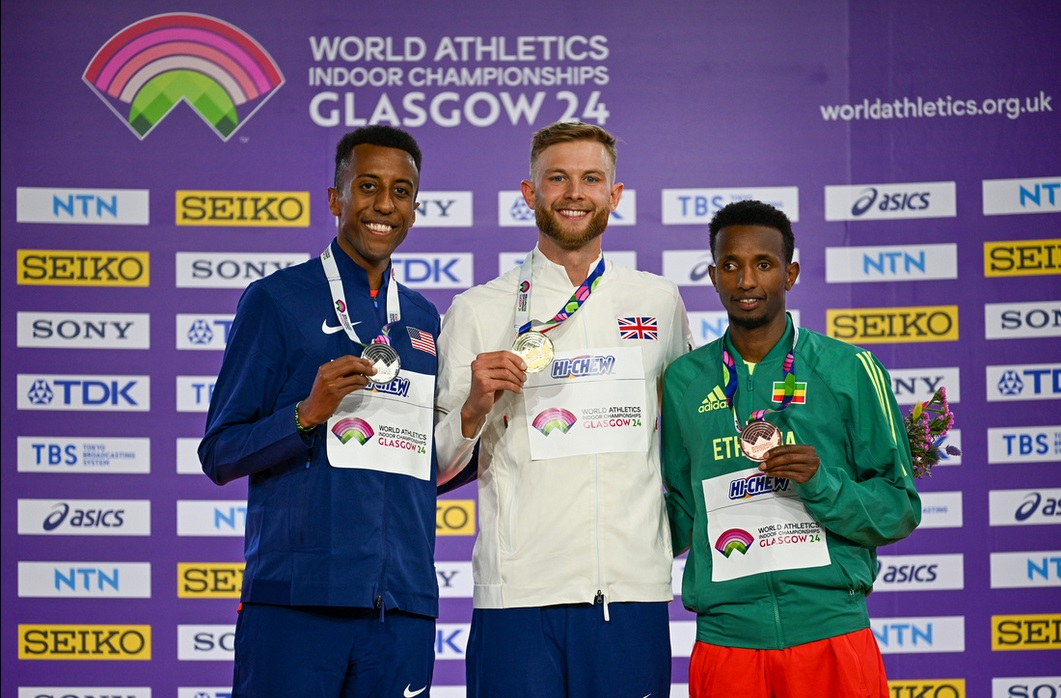
Nuguse (a sinistra) sul podio dopo aver conquistato l'argento ai mondiali indoor 2024 nei 3000 m.

Il 26 gennaio, al John Thomas Terrier Classic della Boston University, ha corso il suo record personale nei 5000 metri maschili in 13:02.09, raggiungendo lo standard di qualificazione olimpica di 13:05.00. Si è classificato terzo, dietro al compagno di squadra dell'OAC George Mills (12:58.68) e a Edwin Kurgat dell'Under Armour Dark Sky Distance (12:57.52). L'11 febbraio, ha difeso il suo titolo nella Wanamaker Mile ai 116° Giochi Millrose con un tempo di 3:47.83.
Il 16 febbraio, ha vinto i 3000 m maschili ai campionati statunitensi indoor, con un tempo di 7:55.76. Il 2 marzo, ai mondiali di Glasgow 2024, si è classificato secondo dietro a Josh Kerr nella finale dei 3000 metri maschili, con un tempo di 7:43.59.
Il 27 aprile, ha aperto la sua stagione all'aperto ai Penn Relays' Olympic Development Elite Mile. Vincendo con un tempo di 3:51.06, ha battuto il record del miglio dei Penn Relays, detenuto da 50 anni da Tony Waldrop, che aveva corso in 3:53.2 nel 1974.
A fine maggio, si è classificato terzo nella storica Bowerman Mile del Prefontaine Classic 2024, con un tempo stagionale di 3:46.22, dietro a Jakob Ingebrigtsen (3:45.60) e Josh Kerr (3:45.34). Data la qualità straordinaria dei partecipanti, tra cui il campione olimpico 2021 Ingebrigtsen, il campione del mondo 2023 Kerr e il campione del mondo 2022 Jake Wightman, la gara è stata definita la "Miglio del Secolo".
Il 24 giugno, ai Trials olimpici statunitensi 2024, si è classificato secondo dietro a Cole Hocker con un tempo di 3:30.86, qualificandosi alle olimpiadi.
Il 6 agosto, dopo aver superato uno dei favoriti della gara, Jakob Ingebrigtsen, ha conquistato la medaglia di bronzo nei 1500 m ai Giochi olimpici di Parigi 2024, con un nuovo record personale di 3:27.80. Ingebrigtsen si è classificato quarto con un tempo di 3:28.24. È stato superato di poco da Josh Kerr, che ha ottenuto l'argento in 3:27.79, mentre l'oro è andato al connazionale Cole Hocker, con un nuovo record olimpico e nordamericano di 3:27.65. Con il bronzo di Nuguse e l'oro di Hocker, la finale olimpica dei 1500 metri del 2024 è stata la prima volta in 112 anni che gli Stati Uniti hanno vinto due medaglie nella stessa edizione della gara.
Il 5 settembre, ha vinto i 1500 m al meeting Weltklasse Zürich, battendo Jakob Ingebrigtsen con un tempo di 3:29.21 contro il 3:29.52 dell'avversario.

### 2025
L'8 febbraio, durante il Wanamaker Mile, ha stabilito il primato mondiale nel miglio indoor, correndo in un tempo di 3:46.63, vincendo il suo terzo titolo nella competizione. Questo miglioramento rispetto al precedente record mondiale di Yomif Kejelcha, che aveva corso in 3:47.01 nel 2019, lo ha reso il primo a scendere sotto i 3:47 nella distanza del miglio indoor. Durante la gara, ha anche migliorato il suo record d'area nei 1500 metri, con un passaggio di 3:31.74. Ha detenuto il record per cinque giorni fino al 13 febbraio, quando è stato migliorato da Jakob Ingebrigtsen a 3:45.14. Ha tentato di riprendersi il record mondiale al Boston University a marzo, mancando l'obiettivo di 2,08 secondi con un tempo di 3:47.22.

## Record nazionali
Seniores
- 1500 m indoor: 3'31"74 ( New York, 8 febbraio 2025)
- Miglio: 3'43"97 ( Eugene, 16 settembre 2023)
- Miglio indoor: 3'46"63 ( New York, 8 febbraio 2025)

## Progressione

### 1500 metri piani
| Stagione | Misura  | Luogo        | Data      | Rank. Mond. |
| -------- | ------- | ------------ | --------- | ----------- |
| 2023     | 3'29"02 | Oslo         | 15-6-2023 |             |
| 2022     | 3'33"26 | Padova       | 4-9-2022  |             |
| 2021     | 3'34"68 | Raleigh      | 13-5-2021 |             |
| 2019     | 3'38"32 | Azusa        | 19-4-2019 |             |
| 2018     | 3'42"44 | Coral Gables | 10-5-2018 |             |

## Palmarès
| Anno | Manifestazione  | Sede     | Evento       | Risultato | Prestazione | Note                                     |
| ---- | --------------- | -------- | ------------ | --------- | ----------- | ---------------------------------------- |
| 2021 | Giochi olimpici | Tokyo    | 1500 m piani | Batteria  | dns         |                                          |
| 2023 | Mondiali        | Budapest | 1500 m piani | 5º        | 3'30"25     |                                          |
| 2024 | Mondiali indoor | Glasgow  | 3000 m piani | Argento   | 7'43"59     | Miglior prestazione personale stagionale |
| 2024 | Giochi olimpici | Parigi   | 1500 m piani | Bronzo    | 3'27"80     | Miglior prestazione personale            |

## Campionati nazionali
2022
- 11º ai campionati statunitensi, 1500 m piani - 3'47"46

2024
- Oro ai campionati statunitensi indoor, 3000 m piani - 7'55"76

## Altre competizioni internazionali su pista
2023
- Oro al Villa de Madrid ( Madrid), 1500 m - 3'33"69
- Argento al Meeting international Mohammed VI d'athlétisme de Rabat ( Rabat), 1500 m - 3'33"02
- Bronzo ai Bislett Games ( Oslo),  1500 m  - 3'29"02[40]
- Oro ai London Anniversary Games ( Londra), 1500 m piani - 3'30"44
- Oro al John Thomas Terrier Classic ( Boston), 3000 m piani indoor - 7'28"24
- Oro ai Millrose Games ( New York), miglio indoor - 3'47"38
- Oro al Weltklasse Zürich ( Zurigo), 1500 m piani - 3'30"49
- Argento al Prefontaine Classic ( Eugene), miglio - 3'43"97

2024
- Bronzo al Prefontaine Classic ( Eugene), miglio - 3'46"22
- Oro al Weltklasse Zürich ( Zurigo), 1500 m piani - 3'29"21

2025
- Argento al Prefontaine Classic ( Eugene), miglio - 3'45"95
- Oro al Kamila Skolimowska Memorial ( Chorzów), 1500 m piani - 3'33"19